# Mîrne, Solone
Mîrne (în ucraineană Мирне) este un sat în comuna Pavlivka din raionul Solone, regiunea Dnipropetrovsk, Ucraina.

## Demografie
Componența lingvistică a localității Mîrne
     Ucraineană (90,91%)
     Rusă (9,09%)
Conform recensământului din 2001, majoritatea populației localității Mîrne era vorbitoare de ucraineană (90,91%), existând în minoritate și vorbitori de rusă (9,09%).